# Аделхайд фон Марк
Вижте пояснителната страница за други личности с името Аделхайд.
Аделхайд фон Марк (на немски: Adelheid von der Mark; * 13 век; † 14 век) от Дом Ламарк е графиня от Марк и чрез женитба графиня на Клеве.
Тя е дъщеря на граф Енгелберт I фон Марк († 1277) и втората му съпруга Елизабет фон Хайнсберг и Фалкенбург († сл. 1277), дъщеря на Дитрих II фон Фалкенбург-Хайнсберг († 1268) и графиня Берта фон Лимбург-Моншау († 1254). Внучка е на Дитрих I фон Фалкенбург-Хайнсберг († 1227/1278). Сестра е на Герхард († сл. 1335) и полусестра на граф Еберхард I фон Марк († 1308).

## Фамилия
Аделхайд фон Марк се омъжва ок. 1300 г. за граф Ото фон Клеве (1278 – 1310), най-големият син на граф Дитрих VI/VIII († 1305) и първата му съпруга Маргарета от Гелдерн († 1287). Те нямат деца.
Ото фон Клеве се жени втори път през 1308 г. за Мехтилд фон Вирнебург († сл. 1360).